# Triaenonyx valdiviensis
Triaenonyx valdiviensis is een hooiwagen uit de familie Triaenonychidae.